# Трокмортон (Тексас)
Трокмортон (енгл. Throckmorton) град је у америчкој савезној држави Тексас. По попису становништва из 2010. у њему је живело 828 становника.

## Демографија
Према попису становништва из 2010. у граду је живело 828 становника, што је 77 (8,5%) становника мање него 2000. године.
| Група             | 2000.       | 2010.       |
| Белци             | 789 (87,2%) | 726 (87,7%) |
| Афроамериканци    | 1 (0,1%)    | 1 (0,1%)    |
| Азијати           | 0 (0,0%)    | 4 (0,5%)    |
| Хиспаноамериканци | 109 (12,0%) | 85 (10,3%)  |
| Укупно            | 905         | 828         |